# Исаков, Юрий Александрович
Юрий Александрович Исаков (28 июля 1958, Братск — 13 октября 2019, Москва) — российский писатель-юморист

 и телевизионный сценарист, поэт, инженер по образованию.

## Биография
Родился 28 июля 1958 в Братске. По образованию — радиоинженер, учился в Уральском политехническом институте с 1975 по 1986 год (с перерывом на службу в армии).
В 1986 году стал одним из авторов команды КВН УПИ «Уральские дворники». Работал с этой и другими командами до 1993 года. В 1990 году вместе с двумя другими авторами команды, Александром Соколовым и Владимиром Мауриным, создал юмористический журнал «Красная бурда» (Екатеринбург), существующий до сих пор.
В 1993 году был приглашён Александром Акоповым в Москву в качестве телевизионного сценариста. Писал сценарии для телепрограмм «Раз в неделю», «Добрый вечер с Угольниковым», «Вовремя», «Тушите свет», «Кремлёвский концерт», «Красная стрела», «Итого с Шендеровичем», «Помехи в эфире», «Бесплатный сыр», «Это правильно» и многих других. Принимал участие в написании сериалов «Десять лет, которые потрясли нас» (анимационный), «Отражения», «Туристы», «Люба, дети и завод», «Кто в доме хозяин», «Братья по-разному», «Вся такая внезапная», «Солдаты» (с 13-го сезона) и др. Публиковался в «Самиздате» — юмористическом приложении к газете «Московские новости», а также во многих других изданиях в России и за рубежом. Один из авторов полосы «Станционный смотритель» с Хрюном Моржовым и Степаном Капустой в «Новой газете», выходившей с 2002 по 2012 год.
В последнее время был автором большого ряда познавательно-развлекательных программ телеканала «Карусель», а также мультсериала «Фиксики».
Семья: жена — Елена Лычева, дочь — Татьяна Успенская.
Умер от обширного инсульта 13 октября 2019 года в г. Москве. Похоронен (после кремации) на Даниловском кладбище (секция 2Я/1, второй ряд, ниша 28).

## Фильмография
- 2000—2002 — «Тушите свет»
- 2001—2002 — «Десять лет, которые потрясли нас»
- 2003—2004 — «Красная стрела»
- 2005 — «Туристы»
- 2005—2006 — «Люба, дети и завод»
- 2006 — «Братья по-разному»
- 2006 — «Моя прекрасная няня» (Эра милосердия, 125-я серия)
- 2006—2007 — «Кто в доме хозяин?»:
  - 2006 — Игра миллионов (96-я серия)
  - 2007 — А Германа всё нет… (104-я серия)
  - 2007 — Стилистическая ошибка (106-я серия)
  - 2007 — Никитос в огне (116-я серия)
  - 2007 — Не все дома (117-я серия)
  - 2007 — Анекдот про Вовочку (118-я серия)
  - 2007 — Большое видится на расстоянии… (137-я серия)
- 2007—2008 — «UmaNetto»
- 2007—2008 — «Солдаты»:
  - 2007 — Солдаты-13
  - 2008 — Солдаты-14
  - 2008 — Солдаты-15 (Новый призыв)

- 2008—2012 —«Почемучка»

- 2010 — «Нанолюбовь»
- 2010—2017 — «Фиксики»:
  - 2010 — Сифон (1-я серия)
  - 2010 — Компакт-диск (2-я серия)
  - 2010 — Будильник (3-я серия)
  - 2010 — Пылесос (4-я серия)
  - 2010 — Пульт (5-я серия)
  - 2010 — Холодильник (6-я серия)
  - 2010 — Кодовый замок (7-я серия)
  - 2010 — Эсэмэски (8-я серия)
  - 2011 — Воздушный шар (9-я серия)
  - 2011 — Электрочайник (10-я серия)
  - 2011 — Микроволновка (12-я серия)
  - 2011 — Винтики (13-я серия)
  - 2011 — Железная дорога (14-я серия)
  - 2011 — Деталька (15-я серия)
  - 2011 — Степлер (16-я серия)
  - 2011 — Аквариум (17-я серия)
  - 2011 — Клавиатура (18-я серия)
  - 2011 — Шариковая ручка (19-я серия)
  - 2011 — Сотовый телефон (20-я серия)
  - 2011 — Фонарик (21-я серия)
  - 2011 — Стиральная машина (22-я серия)
  - 2011 — Магнит (25-я серия)
  - 2011 — Музыкальная шкатулка (26-я серия)
  - 2011 — Гирлянда (27-я серия)
  - 2011 — Короткое замыкание (28-я серия)
  - 2011 — Фен (29-я серия)
  - 2011 — Вентилятор (30-я серия)
  - 2011 — Компас (31-я серия)
  - 2011 — Солнечная батарея (32-я серия)
  - 2012 — Взбитые сливки (34-я серия)
  - 2012 — Мультик (39-я серия)
  - 2012 — Бумага (42-я серия)
  - 2012 — Сигнализация (44-я серия)
  - 2012 — Весы (45-я серия)
  - 2012 — Консервная банка (47-я серия)
  - 2012 — Интернет (48-я серия)
  - 2013 — Помогатор (59-я серия)
  - 2013 — Уровень (62-я серия)
  - 2013 — Штрих-код (68-я серия)
  - 2013 — Навигатор (75-я серия)
  - 2014 — Духовка (82-я серия)
  - 2014 — Граммофон (84-я серия)
  - 2014 — Ключ-карта (85-я серия)
  - 2014 — Антенна (94-я серия)
  - 2014 — Радионяня (97-я серия)
  - 2015 — Лифт (100-я серия)
  - 2015 — Цыплёнок (101-я серия)
  - 2015 — Датчик (102-я серия)
  - 2015 — Невидимые чернила (103-я серия)
  - 2015 — Присоска (104-я серия)
  - 2015 — Копия (110-я серия)
  - 2015 — Попугай (111-я серия)
  - 2015 — Программа (113-я серия)
  - 2016 — Колесо (115-я серия)
  - 2016 — Сито (117-я серия)
  - 2016 — Тренажёр (118-я серия)
  - 2016 — Витамины (121-я серия)
  - 2017 — Паучок (124-я серия)
  - 2017 — Посудомоечная машина (128-я серия)

## Телевидение
- 1995—1996 — «Раз в неделю»
- 1997—2001 — «Итого»
- 2000—2002 — «Тушите свет»
- 2001—2002 — «Десять лет, которые потрясли нас»
- 2003—2004 — «Красная стрела»